# Bokermannohyla
Bokermannohyla és un gènere de granotes de la família dels hílids.

## Taxonomia
- Bokermannohyla ahenea
- Bokermannohyla alvarengai
- Bokermannohyla astartea
- Bokermannohyla caramaschii
- Bokermannohyla carvalhoi
- Bokermannohyla circumdata
- Bokermannohyla claresignata
- Bokermannohyla clepsydra
- Bokermannohyla diamantina
- Bokermannohyla feioi
- Bokermannohyla gouveai
- Bokermannohyla hylax
- Bokermannohyla ibitiguara
- Bokermannohyla ibitipoca
- Bokermannohyla itapoty
- Bokermannohyla izeckshoni
- Bokermannohyla langei
- Bokermannohyla lucianae
- Bokermannohyla luctuosa
- Bokermannohyla martinsi
- Bokermannohyla nanuzae
- Bokermannohyla oxente
- Bokermannohyla pseudopseudis
- Bokermannohyla ravida
- Bokermannohyla saxicola
- Bokermannohyla sazimai